# Émeline Pierre (Schriftstellerin)

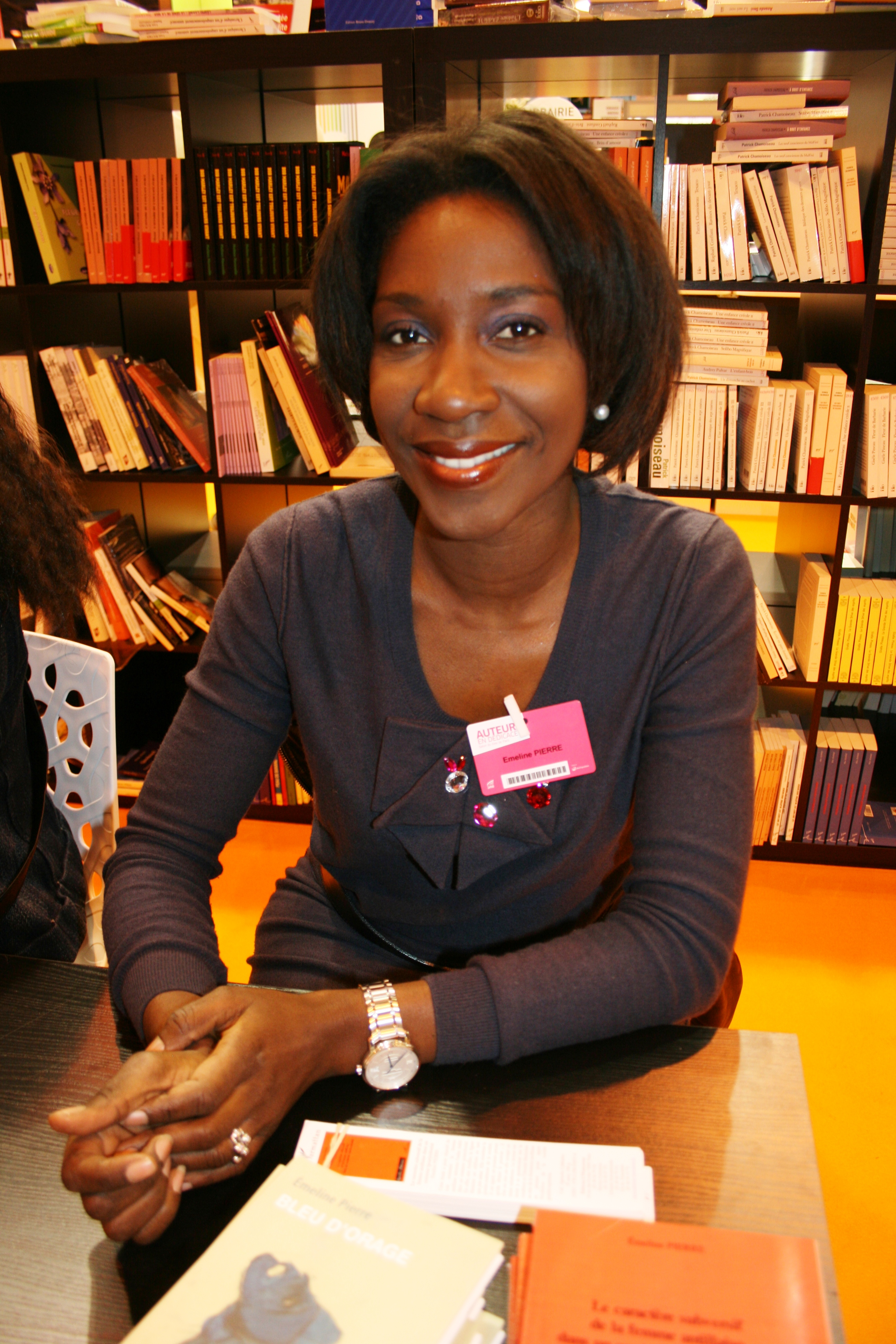
Émeline Pierre beim Salon du livre de Paris (2011)

Émeline Pierre (geb. 14. Juli 1980 Abymes in Guadeloupe) ist eine dominicanisch-kanadische Schriftstellerin. Sie schreibt in französischer Sprache. Sie ist Professeure adjointe für Literatur an der Université de Montréal.

## Biographie
Émeline Pierre kam 1980 als Tochter eines Haitianers und einer Dominicanerin in Guadeloupe zur Welt.
Sie veröffentlichte 2008 einen Essay über die Situation der Frau in der Karibik, der eine zuvor an der Université du Québec à Montréal verteidigte Diplomarbeit aufgriff. Emeline Pierre promovierte an der Université de Montréal über französische Literatur.
Eine Zeit lang war sie Besitzerin eines kreolischen Restaurants in Montreal. Als Musikerin spielte sie Klavier und Flöte. Heute arbeitet sie als Assistenzprofessorin für französische Literatur an der Université de Montréal.
2010 veröffentlichte sie die Kurzgeschichtensammlung Bleu d'orage. Das Kinderbuch Les Découvertes de Papille au Bénin publizierte sie im Jahr 2013, es gewann bei einem Schreibwettbewerb des Verlags Editions de Septembre. Ihre Essays und Kurzgeschichten sind in mehreren Anthologien erschienen.
2018 war sie eines der Gründungsmitglieder des Parlaments der frankophonen Schriftstellerinnen, das im französischen Orléans ins Leben gerufen wurde. Émeline Pierre ist aktiv in der Literaturszene engagiert und nimmt an Jurys für den Conseil des arts et des lettres du Québec und den Conseil des arts du Canada teil. Sie ist außerdem Haupttrainerin des Mikroprogramms „À vos plumes“ [An die Federn], das von der Dynastie Foundation und dem Conseil des arts de Montréal organisiert wird.

## Publications
- Le Caractère subversif de la femme antillaise dans un contexte (post)colonial, L'Harmattan, Paris 2008 ISBN 978-2296058514
- Bleu d'orage, Québec, La Pleine Lune, 2010 ISBN 978-2890241992
- Les Découvertes de Papille au Bénin, Québec, coll."Autour du monde", Ed. Septembre, 2013 ISBN 978-2894714454.
- « Gourmandise », dans Chroniques des Îles du vent, Dominique Ranaivoson et Jean-Marc Rosier, Paris, Sépia, 2018 ISBN 979-10-33401414
- « Beef colombo », MLA Members Cook! Cherish inspired by literature, MLA, 2018 (https://www.mla.org/Publications/Bookstore/Nonseries/MLA-Members-Cook).
- «La leçon », in Anthologie.Voix d'écrivaines francophones, Orléans, Regain de lecture, 2019
- Chroniques du confinement, «Confinement avec soi », « Slow time, slow food », « La vie en vert », Parlement des écrivaines francophones, 2020 (https://www.parlement-ecrivaines-francophones.org/chronique-du-confinement-emeline-pierre-confinement-avec-soi/)
- « Le temps d'après », in Vingt ans après le 11 septembre. Twenty years after 9/11, Suzanne Dracius (dir.), Fort-de-France, Idem, 2021 ISBN 978-2364300538
- Le polar de la Caraïbe francophone, Montréal, Presses de l’Université de Montréal, 2024 ISBN 978-2-7606-4988-0
- « La francophonie comme espace de polyphonie : vers un éclatement des centres », La francophonie au féminin : un espace à inventer, Fawzia Zouari et Lise Gauvin (dir.), Montréal, Mémoire d'encrier, 2024 ISBN 9782898720161